# 清水村 (神奈川県)
清水村（しみずむら）は、神奈川県足柄上郡に存在した村。現在の山北町南西部、御殿場線の谷峨駅周辺に位置した。

## 地理
- 山：城山、不老山、大野山
- 川：酒匂川、河内川

## 歴史
- 1923年（大正12年）4月1日 - かねて町村組合を結成していた川西村、谷ケ村、山市場村が合併して発足。なお神縄村も町村組合に所属していたが、合併には参加しなかった。
- 1925年（大正14年）2月1日 - 神縄村の一部（字日影、日向、堀木沢など）を編入。
- 1955年（昭和30年）2月1日 - 山北町、共和村、三保村と合併し、改めて山北町が発足。同日清水村廃止。

## 交通
- 日本国有鉄道（現東海旅客鉄道）
  - 御殿場線：谷峨信号場（1947年に谷峨駅となる）